# Rahimah Rahim
Rahimah Rahim es una cantante singapurés retirada de los escenarios, nacida en 1955. Ella ha lanzado 12 álbumes en total.
Rahimah es hija de Rahim Hamid, un reconocido cantante de la década de los años 1950 y de Mariam Baharom, una reconocida actriz. Su tío es el cantante Ahmad Daud. Ella es la mayor de cuatro hermanos. Tuvo su primer rol tras incursionar en el mundo de la actuación a los seis años de edad, cuando interpretó su primer personaje principal en la película titulada "Korban Kasih". Cuando era niña, trabajo al lado de su padre en la televisión y en clubes nocturnos. Actuó en una serie de televisión titulada "Pak Awang Temberang" (Sr. Awang Temberang) en la década de los años 1960. [1] También interpretó su siguiente personaje en una película titulada "Masuk Angin Keluar Asap y Kasih Ibu".
Ella lanzó su primer álbum, titulado "Mana Ibumu" (dónde se ha ido tu madre?). Eso fue a partir de 1972, cuando ella tenía unos 17 años de edad. Entre sus éxitos incluyen temas musicales como "Doa" ("Oración") y "Gadis Dan Bunga" ("muchachas y flores") . Otro de sus álbumes incluyen también "Gadis Dan Bunga" y "Bebas", de los cuales fueron producidos por Johari Salleh y fue disco de oro. Su carrera como cantante despegó a partir de 1974 cuando formó parte de un grupo musical y fueron ganadores en un festival de música llamado "Kim Koso Talentime", que fue organizado en Japón. Ella ha representado a su país, desde el SBC, para un Festival de la Canción organizado por la ASEAN y en los Premios "Golden Bell" en Taiwán. Ella ha interpretado temas musicales cantados en otros idiomas como en malayo, indonesio, inglés y japonés.
Se casó con el futbolista Mohamed Noh Hussein en 1977, con quien tuvo una hija llamada, Pearl Nur Hida, nacida en 1978, y de quien más tarde se divorció en 1988. Su segundo matrimonio fue con un funcionario del banco Remy Taib. Se conocieron en una fiesta en 1989, y se casaron en 1994. Fruto de su matrimonio nació su hija Amalyn, nacida en 1995.